# Gustav Coppel

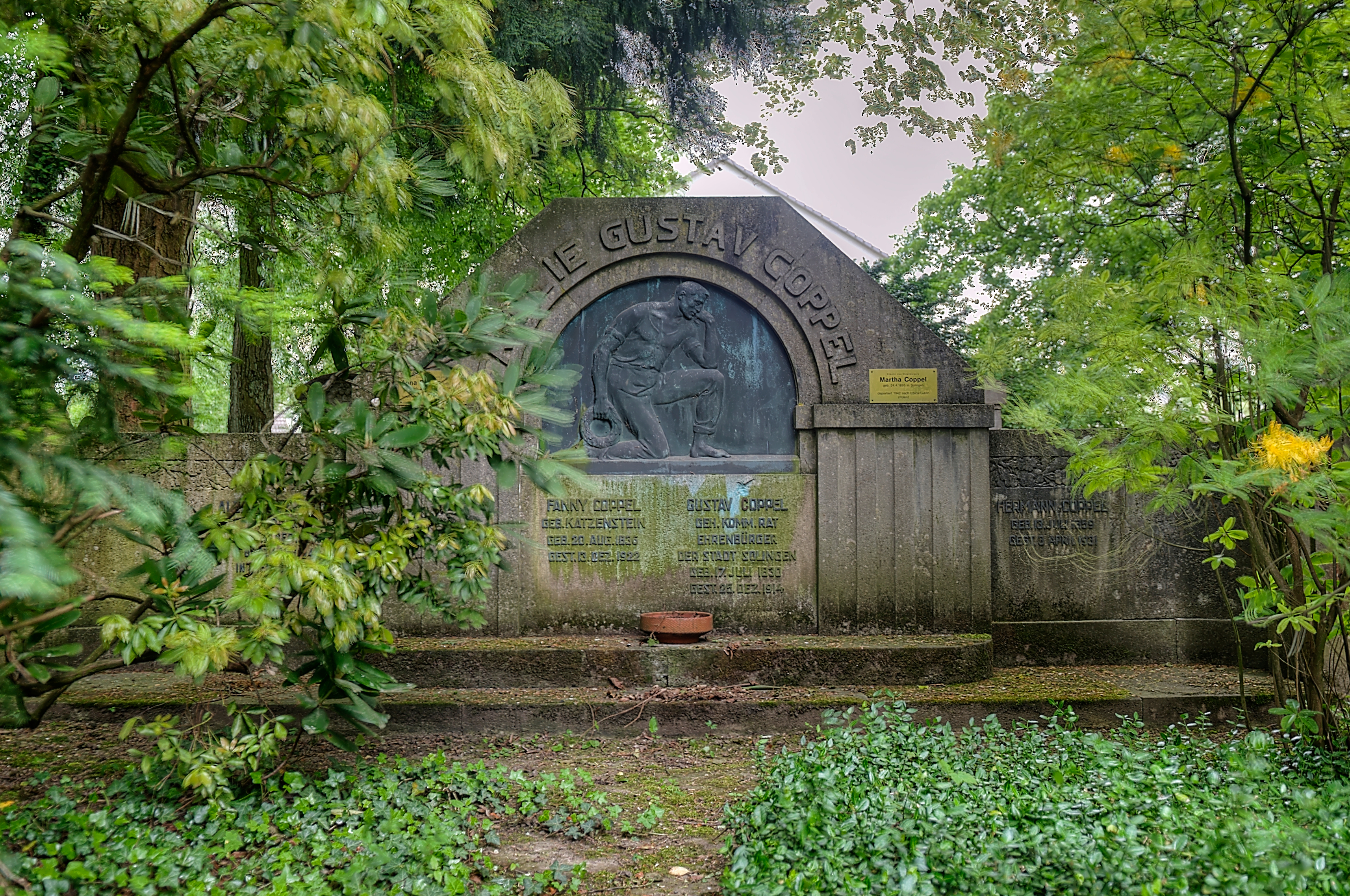
Grabmal Gustav Coppel und Familie auf dem Jüdischen Friedhof Solingen

Gustav Coppel (* 17. Juli 1830 in Solingen; † 25. Dezember 1914 ebenda) war ein deutscher Stahlwaren- und Waffenfabrikant.

## Familie Coppel, Jugend
Der Großvater von Gustav Coppel, Samuel (* Februar 1746; † 23. April 1837 in Solingen), kam um 1770 nach Solingen und begründete dort das spätere Unternehmen als Vertrieb für Stahlwaren. Samuel Coppels Sohn Alexander (* 7. November 1795 in Solingen; † 1. Dezember 1878 ebenda) heiratete am 4. Juli 1821 Elise Schubach (* 28. November 1803 in Solingen; † 8. November 1880 ebenda), baute das väterliche Geschäft weiter aus und gründete 1821 die Firma Alexander Coppel Solingen, die heute unter dem Namen ALCOSO noch besteht und neben Stahlwaren auch Waffen produzierte. 1862 galt das Unternehmen als drittgrößtes der Stadt und gehörte in den Gründerjahren weltweit zu den fünf bedeutendsten Waffenherstellern.
Gustav Coppel wurde 1830 als fünftes Kind geboren. Wie seine Geschwister besuchte er die Elementarschule am Kirchplatz ab 1835. Im Anschluss absolvierte er die Ausbildung in der Scherenfabrikation mit dem Abschluss des Meisters.

## Unternehmer, Politiker, gesellschaftliches Engagement
Am 23. November 1853 trat der damals 23-Jährige in das väterliche Geschäft ein. Bereits auf seiner Hochzeitsreise nach Wien konnte er dort umfangreiche Aufträge annehmen. Weitere Reisen führten ihn zum Beispiel nach Ägypten. Ab 1868 wurde mit der Installation einer Dampfkesselanlage der Fertigungsprozess weiter entwickelt, mit überzeugenden Ergebnissen der Waffentechnik besonders im Bereich von Bajonetten. Ab der Jahrhundertwende stellte das Unternehmen auch nahtlose Rohre her, zunächst nur für den Fahrradbau. Um 1898 entstand in Hilden eine neue Fabrikation, in der erstmals ein kaltgezogenes Präzisions-Stahlrohr gefertigt wurde, das als „Coppelrohr“ weltweit bekannt wurde. 1912 beschäftigte das Unternehmen 380 Mitarbeiter.
Coppel engagierte sich in der Stadt Solingen auch in anderen Funktionen. Er war unter anderem Präsident der Handelskammer, Aufsichtsratsvorsitzender des Siegen-Solinger Gussstahl-Aktien-Vereins, Vorsitzender des Scherenfabrikantenvereins und Vorsitzender der Vergleichskammer in der Scherenbranche sowie nach anfänglicher Tätigkeit in der Deutschen Fortschrittspartei später dann Kreisvorsitzender der Nationalliberalen Partei. Später wurde er Vorsitzender des Verbandes sämtlicher Fabrikantenvereine Solingen und verwandter Vereinigungen. Er war von 1867 bis 1920 Stadtverordneter, Kreistagsabgeordneter und ab 1892 bis zu seinem Tod Beigeordneter. Von 1905 bis 1914 bildeten Gustav Coppel, Oberbürgermeister August Dicke sowie vier weitere Beigeordnete wie zum Beispiel Carl Friedrich Goerdeler die Verwaltungsspitze.
1906 stifteten er und weitere Familienmitglieder eine erhebliche Summe für den Bau des Coppelstifts, eines Säuglingsheims und einer Erholungsstätte für Erwachsene und Kranke, der 1912 eingeweiht wurde und als städtische Beratungsstelle heute noch im historischen Gebäude besteht.
1897 wurde Gustav Coppel mit dem Titel Kommerzienrath ausgezeichnet, 1906 mit dem eines Geheimen Kommerzienraths. Zudem wurde er Ehrenbürger seiner Heimatstadt.

## Familie Gustav Coppel
Er war seit dem 3. November 1856 mit der damals noch minderjährigen Fanny Katzenstein (* 20. August 1836; † 13. Dezember 1922) verheiratet. Das Paar hatte fünf Kinder:
- Carl Gustav (* 14. Dezember 1857 in Solingen; † 25. September 1941 in Düsseldorf)
- Hermann (* 13. Juli 1859 in Solingen; † 3. April 1931 ebenda)
- Johanna Franziska (* 9. September 1861 in Solingen; † 26. September 1949 in Luzern)
- Henriette (* 14. September 1863 in Solingen; † 27. März 1939 in Berlin)
- Alexander Otto (* 18. September 1865 in Solingen; † 4. August 1942 im KZ Theresienstadt)

Nach seinem Tod wurden er und seine Frau auf dem jüdischen Friedhof Solingen beigesetzt. Seine Nachkommen wurden als Juden während der NS-Zeit verfolgt und ermordet. Der älteste Sohn, Carl Gustav, nahm sich 1941 das Leben, dessen Tochter Anna wurde im April 1942 in das KZ Ravensbrück deportiert und starb 1942 in der Tötungsanstalt Bernburg. Ihre Schwester Martha wurde in die jüdischen Heil- und Pflegeanstalt Sayn-Bendorf eingeliefert, am 15. Juni 1942 dann in das Vernichtungslager Sobibor deportiert, über das weitere Schicksal ist nichts bekannt. Alexander, jüngster Sohn von Gustav Coppel, starb im Ghetto Theresienstadt an Hunger und Entkräftung.

## Gedenken
In Solingen erinnert der Gustav-Coppel-Park an den Unternehmer.